# Rue de Condé (Lyon)
Pour les articles homonymes, voir Rue de Condé.
La rue de Condé est une rue du quartier d'Ainay située sur la presqu'île dans le 2e arrondissement de Lyon, en France.

## Situation et accès
La rue débute sur le quai Maréchal-Joffre et se termine sur le quai du Docteur-Gailleton. Elle est coupée par la place Carnot, avec la rue Henri-IV dans un angle et la   rue Auguste-Comte de l'autre. Elle est traversée par les rues Vaubecour, d'Enghien et de la Charité. La circulation se fait en sens unique du quai Joffre jusqu'au quai Gailleton avec un stationnement des deux côtés.

## Origine du nom
Le nom de la rue fait référence à la maison de Condé, branche cadette de la maison capétienne de Bourbon. Ce quartier est reconstitué sous la restauration d'où le fait que de nombreux noms de rues rappellent le monarchisme.

## Histoire
En 1848, la rue a porté le nom de rue du peuple.

## Galerie

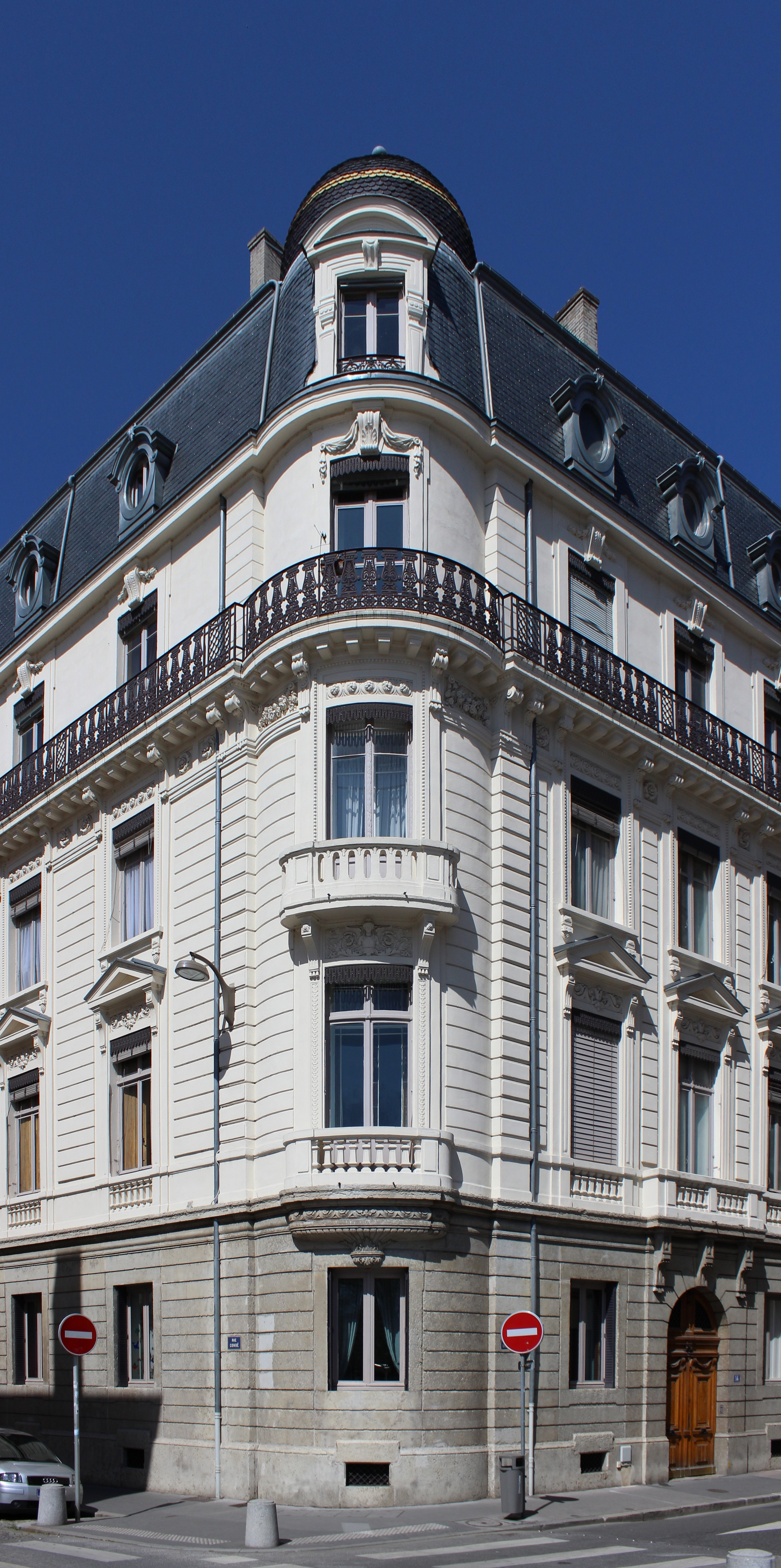
Immeuble à l'angle des rues Henri IV et Condé
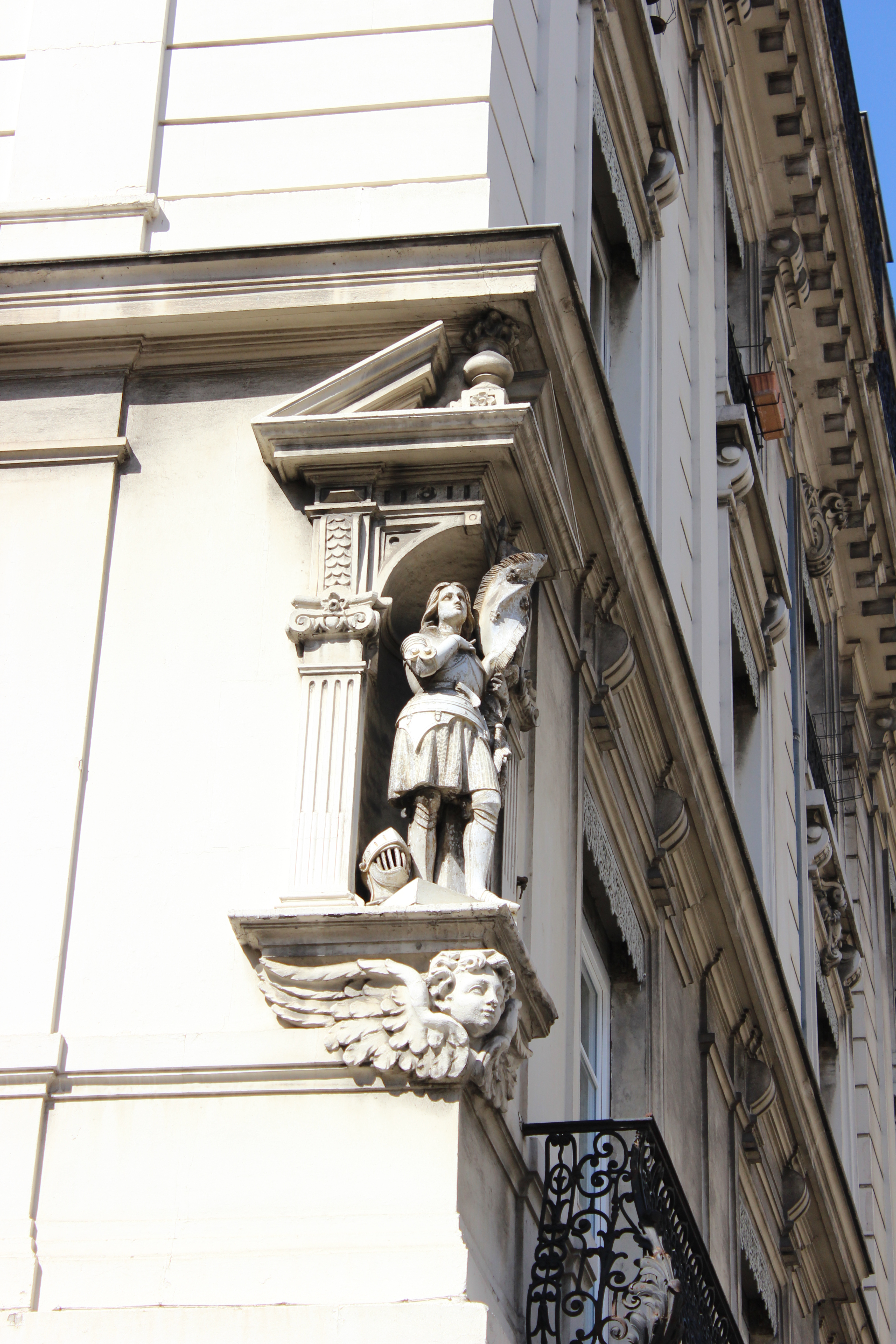
Statue de Jeanne d'Arc
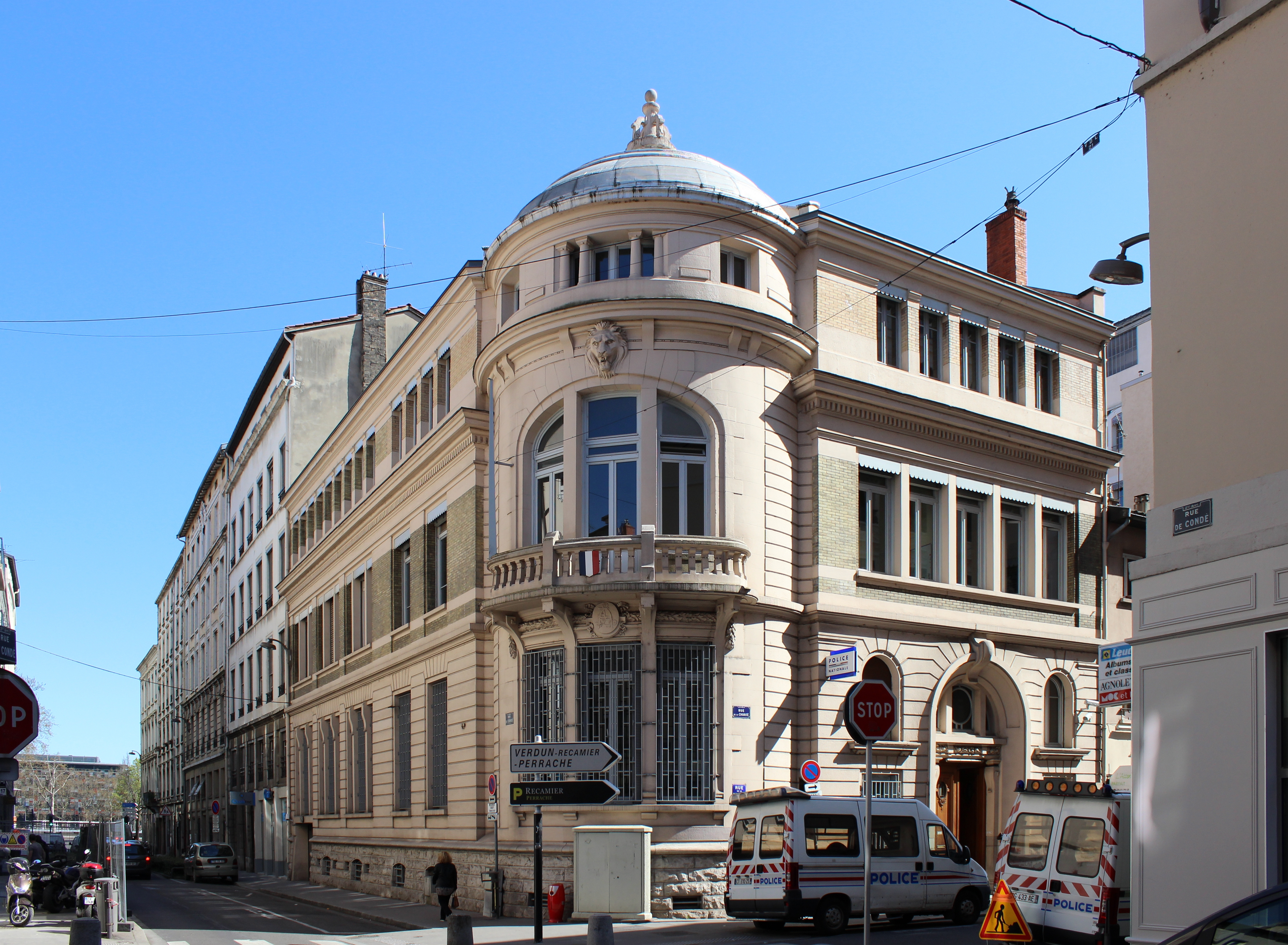
Hôtel de Police